# Nazionale maschile di pallacanestro del Ruanda
La nazionale di pallacanestro del Ruanda è la rappresentativa cestistica del Ruanda ed è posta sotto l'egida della Federazione cestistica del Ruanda.

## Piazzamenti

### Campionati africani
- 2007 - 12°
- 2009 - 9°
- 2011 - 12°
- 2013 - 10°
- 2017 - 10°

- 2021 - 10°

## Formazioni

### Campionati africani
Campionato africano maschile di pallacanestro 20074 Kajeguhakwa, 5 Nkusi, 6 Gakali, 7 Mugunga, 8 Muhire, 9 Auriantal, 10 Ruhezamihigo, 11 Mutabaruka, 12 Thomson, 13 Ndugu, 14 Miller, 15 Barame,        All. Većeslav Kavedžija
Campionato africano maschile di pallacanestro 20094 Kabange, 5 Rutayisire, 6 Kayijuka, 7 Buzangu, 8 Nkusi, 9 Rukundo, 10 Ruhezamihigo, 11 Thomson, 12 Gasana, 13 Mugabo, 14 Miller, 15 Bradley,        All. Većeslav Kavedžija
Campionato africano maschile di pallacanestro 20114 Barame, 5 Mugabe, 6 Habineza, 7 Kayijuka, 8 Bradley, 9 Muhizi, 10 Ruhezamihigo, 11 Thomson, 12 Gasana, 13 Kabange, 14 Miller, 15 Rugamba,        All. Većeslav Kavedžija
Campionato africano maschile di pallacanestro 20134 Shyaka, 5 Twagirayezu, 6 Suku Suku, 7 Hakizimana, 8 Mugabe, 9 Barame, 10 Ruhezamihigo, 11 Bradley, 12 Gasana, 13 Rugamba, 14 Kabange,        All. Moise Mutokambali
Campionato africano maschile di pallacanestro 20174 Sagamba, 5 Twagirayezu, 6 Shyaka, 7 Rwabigwi, 8 Mugabe, 9 Manzi, 10 Ruhezamihigo, 11 Hagumintwari, 12 Gasana, 13 Kaje, 14 Kabange, 15 Nkurunziza,        All. Moise Mutokambali
Campionato africano maschile di pallacanestro 20214 Nshobozwabyosenumukiza, 5 Habimana, 6 Hagumintwari, 7 Sangwe, 8 Kazeneza, 9 Ndayisaba Ndizeye, 10 Shyaka, 11 Mpoyo, 12 Gasana, 13 Kaje, 16 Ibeh, 17 Robeyns,        All. Cheikh Sarr

### Afrocan
FIBA AfroCan 20231 Gray, 4 Tsurantsinze, 6 Robeyns, 8 Nshobozwabyosenumukiza, 9 Manzi, 10 Furaha, 11 Gazeneza, 13 |Rutatika Sano, 15 Habimana, 19 Ngabonziza, 23 Hagumintwari, 34 Ndayisaba Ndizeye,        All. Yves Murenzi

## Nazionali giovanili
- Nazionale Under-18
- Nazionale Under-16